# Herb obwodu smoleńskiego
Herb obwodu smoleńskiego – jeden z symboli tegoż obwodu został przyjęty 10 grudnia 1998 r. Wzorowany jest on na herbie istniejącej w okresie Cesarstwa Rosyjskiego guberni smoleńskiej, który z kolei powstał w oparciu o herb Smoleńska.
Herb przedstawia srebrną tarczę herbową zakończoną blankami, a na niej wizerunek wywodzącego się z rosyjskiego folkloru złotego ptaka Gamajuna, siedzącego na czarnej armacie, która leży na złotej lawecie. Nad tarczą znajduje się korona wielkoksiążęca, a tarczę otacza wstęga Orderu Lenina. U dołu znajdują się gałązki dębu ze złotymi żołędziami oraz łodygi lnu z kwiatami, a na tle całości – na srebrnej wstędze umieszczona jest dewiza regionu: НЕСГИБАЕМЫЙ ДУХ ВСЕ ПРЕВОЗМОЖЕТ (pol. "nieśmiertelny duch wszystko przemoże").
Herb ten – w wersji małej, tj. sama tarcza herbowa i korona – znajduje się też na fladze regionu

## Galeria

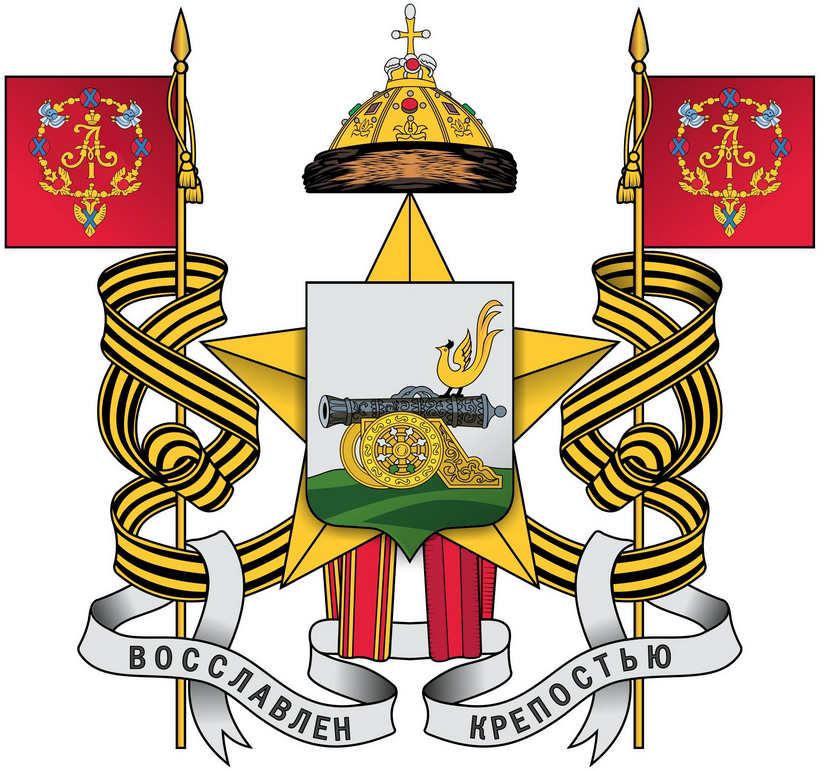
herb Smoleńska – podstawa opracowania herbów regionu (wersja współczesna)
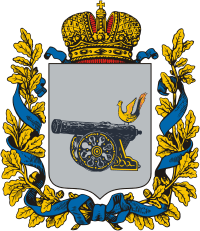
herb guberni smoleńskiej